# اختبارات وإجراءات تشخيص أمراض القلب
الاختبارات التشخيصية في أمراض القلب هي طرق لتحديد أمراض القلب المرتبطة بوظيفة القلب المرضية غير الصحية.

## إجراءات أساسية

### التاريخ
يعد الحصول على تاريخ طبي دائمًا أول «اختبار»، وهو جزء من فهم احتمال حدوث مرض كبير، كما يمكن اكتشافه ضمن القيود الحالية للطب السريري. ومع ذلك، لا تنتج مشاكل القلب غالبًا أي أعراض حتى تصبح شديدة، والعديد من الأعراض، مثل الخفقان والإحساس بنبض القلب الإضافي أو المفقود، ترتبط ارتباطًا بصحة القلب والمرض. وبالتالي، نادراً ما يكون التاريخ وحده كافياً لتشخيص الإصابة بأمراض القلب.

#### الاستماع لأصوات القلب بواسطة السماعة الطبية
يستخدم الطبيب السماعة الطبية لسماع الأصوات الطبيعية وغير الطبيعية بسهولة أكبر، مثل أصوات ضربات القلب العادية وتغييرات نبضات القلب المعتادة المرتبطة بالتنفس مقابل نبضات القلب الغير طبيعية.

## مخبرياً

### تحاليل الدم
تتوفر مجموعة متنوعة من اختبارات الدم لتحليل سلوك نقل الكوليسترول، "HDL"،"LDL"، الدهون الثلاثية والبروتين الدهني، الحمض الاميني، البروتين المتفاعل-C، نسبة السكر في الدم: إما في حالة الصيام، أو بعد الأكل أو المتوسطات باستخدام زلازل الغليكوزيلات أو الهيموغلوبين، الميوغلوبين، الكرياتين كينيز، التروبونين، الببتيد الناتريوتريك، وما إلى ذلك لتقييم تطور مرض الشريان التاجي ودليل على الأضرار الموجودة. يتم استخدام العديد من العلامات الفسيولوجية البارزة المتعلقة بتصلب الشرايين ووظيفة القلب ويجري تطويرها وتقييمها في مجال البحوث.
| أسم الاختبار                        | خطر قليل / طبيعي                                        | خطر إصابة عالي      |
| ----------------------------------- | ------------------------------------------------------- | ------------------- |
| إجمالي الكوليسترول                  | <200 ملغ / دل                                           | > 240 ملغ / ديسيلتر |
| بروتين دهني منخفض الكثافة           | <100 ملغ / دل                                           | > 160 ملغ / ديسيلتر |
| بروتين دهني مرتفع الكثافة           | > 60 ملغ / ديسيلتر                                      | <40 ملغ / دل        |
| ثلاثي الغليسريد                     | <150 ملغ / دل                                           | > 200 ملغ / دل      |
| ضغط الدم                            | <120/80 مم زئبق                                         | > 140/90 مم زئبق    |
| البروتين المتفاعل-C                 | <1 ملغم / لتر                                           | > 3 ملغ / لتر       |
| فيبرينوجين                          | <300 ملغ / دل                                           | > 460 ملغ / ديسيلتر |
| هوموسيستين                          | <10 ميكرولتر / لتر                                      | > 14 ميكرول / لتر   |
| إنسولين                             | <15 وحدة / مل                                           | > 25 ميكروليتر / مل |
| فيريتين                             | ذكور 12 - 300 نانوغرام / مل الإناث 12-150 نانوغرام / مل |                     |
| بروتين شحمي"أ"                      | <14 ملغ / دل                                            | > 19 ملغ / ديسيلتر  |
| مستوى الكالسيوم في الشرايين التاجية | <100                                                    | > 300               |

(*) بسبب التكلفة العالية لفحص البروتين دهني مرتفع الكثافة، عادةً ما يتم حساب LDL بدلاً من القياس مباشرة
source: Beyond Cholesterol، Julius Torelli MD، 2005 ISBN 0-312-34863-0

## فسيولوجيا كهربائية القلب

### تخطيط كهربائية القلب
يقوم تخطيط القلب الكهربائي (بالإنجليزية: ECG / EKG)‏ بمراقبة النشاط الكهربائي للقلب، بشكل أساسي كما هو مسجل عن مجسات في سطح الجلد. وهي عبارة عن 12 مجس، تسجل النشاط الكهربائي في ثلاث أبعاد، الأمامي والخلفي والجانبي والجانبي هو الشكل الأكثر استخدامًا. يسمح تخطيط القلب الكهربائي بمراقبة النشاط الكهربائي للقلب من خلال تصور أصل ضربات الموجي (عادةً من العقدة الجيبية الأذينية أو SA) التالية أسفل حزمة هس وتحفيز البطينين في نهاية المطاف إلى تقلص الدم عبر الجسم. يمكن تعلُّم الكثير من خلال مراقبة شكل "QRS". يمكن أيضًا اعتبار تشوهات الإيقاع كما هو الحال في بطء القلب البطيء لمعدل ضربات القلب، أو عدم انتظام دقات القلب واختلاف سرعة معدل ضربات القلب.

### جهاز ضغط القلب الكهربائي
تسجل شاشة جهاز ضغط القلب الكهربائي نمط إيقاع تخطيط كهربائية القلب بشكل مستمر لمدة 24 ساعة أو أكثر. تستخدم هذه الشاشات في حالات التشوهات المتكررة في الإيقاع القلبي، خاصة تلك التي قد لا يتعرف مرتدي الجهاز على أعراضها، أنها أكثر تكلفة.

### مسجل كهربائية القلب المحمول
يسجل مراقب الأحداث أنماط إيقاع تخطيط القلب قصيرة المدى، ويخزن عمومًا آخر دقيقتين إلى 5 دقائق، مضيفًا البيانات الجديدة ويتخلص الجهاز أوتوماتيكياً من البيانات القديمة، لمدة أسبوع إلى أسبوعين أو أكثر. هناك عدة أنواع مختلفة مع قدرات مختلفة. عندما يضغط مرتديها على زر على الشاشة، فإنه يتوقف عن تجاهل القديم ويستمر في التسجيل لفترة إضافية قصيرة. يقوم مرتديها بعد ذلك بتشغيل التسجيل، عبر اتصال مع قاعدة البيانات، إلى مركز مزود بأجهزة طباعة واستقبال، وبعدها تكون الشاشة جاهزة للتسجيل مرة أخرى. تستخدم هذه الشاشات في حالات تشوهات الإيقاع غير المتكررة، خاصة تلك التي يتعرف مرتدي الجهاز على الأعراض. هم أقل تكلفة من شاشات هولتر«جهاز ضغط القلب الكهربائي.»

### اختبار إجهاد القلب
يستخدم اختبار الإجهاد القلبي لتحديد تقييم وظيفة القلب والكشف عن أدلة على نقص الأكسجة القلبية المرتبطة بالجهد. يمكن استخدام اختبار النويدات المشعة باستخدام الثاليوم أو التكنيتيوم لإظهار مناطق تشوهات قلة التروية. مع اختبار أقصى قدر من الإجهاد، يزداد مستوى التمرين حتى حد عدم زيادة معدل ضربات القلب لأي شخص، على الرغم من زيادة التمرين. يمكن عمل تقدير دقيق إلى حد ما لمعدل ضربات القلب المستهدفة، استنادًا إلى الأبحاث السريرية الشاملة، من خلال الصيغة (220 نبضة \ الدقيقة - عمر المريض). هذه العلاقة الخطية دقيقة حتى سن 30، وبعد ذلك تقلل بشكل معتدل الحد الأقصى المعتاد لمعدلات ضربات القلب التي يمكن بلوغها من قبل الأفراد الأصحاء. توجد صيغ أخرى، مثل علاقة د.ميلر (217 - (0.85*العمر)) وغيرها. يعد تحقيق معدل ضربات القلب بدرجة كافية في نهاية التمرين أمرًا ضروريًا لتحسين حساسية الاختبار للكشف عن تضيق شريان القلب عالي الجودة. قد يكون تحليل الترددات العالية لمركب "QRS" مفيدًا للكشف عن مرض الشريان التاجي أثناء اختبار إجهاد التمرينات.
إن أختبار إجهاد القلب هي نهاية كل اختبارات الفيزيولوجيا الكهربية للقلب. وهو ينطوي على قسطرة مع أقطاب كهربائية تتحقق من الشغاف، داخل القلب، واختبار مسارات التوصيل والنشاط الكهربائي للمناطق الفردية في القلب.